# Eugène Abissa Kwaku
Eugène Abissa Kwaku (* 1927 in Koun-Abronso, Französisch-Westafrika; † 10. August 1978) war ein ivorischer römisch-katholischer Geistlicher und Bischof von Abengourou.

## Leben
Eugène Abissa Kwaku empfing am 20. Dezember 1956 das Sakrament der Priesterweihe.
Am 13. September 1963 ernannte ihn Papst Paul VI. zum ersten Bischof von Abengourou. Der Präfekt der Kongregation De Propaganda Fide, Krikor Bedros XV. Kardinal Agagianian, spendete ihm am 24. November desselben Jahres in der Kapelle des Pontificio Collegio Urbano de Propaganda Fide in Rom die Bischofsweihe; Mitkonsekratoren waren der Erzbischof von Abidjan, Bernard Yago, und der Bischof von Katiola, Emile Durrheimer SMA.
Abissa Kwaku nahm an der zweiten, dritten und vierten Sitzungsperiode des Zweiten Vatikanischen Konzils teil.